# Hans von Trotha (Historiker)

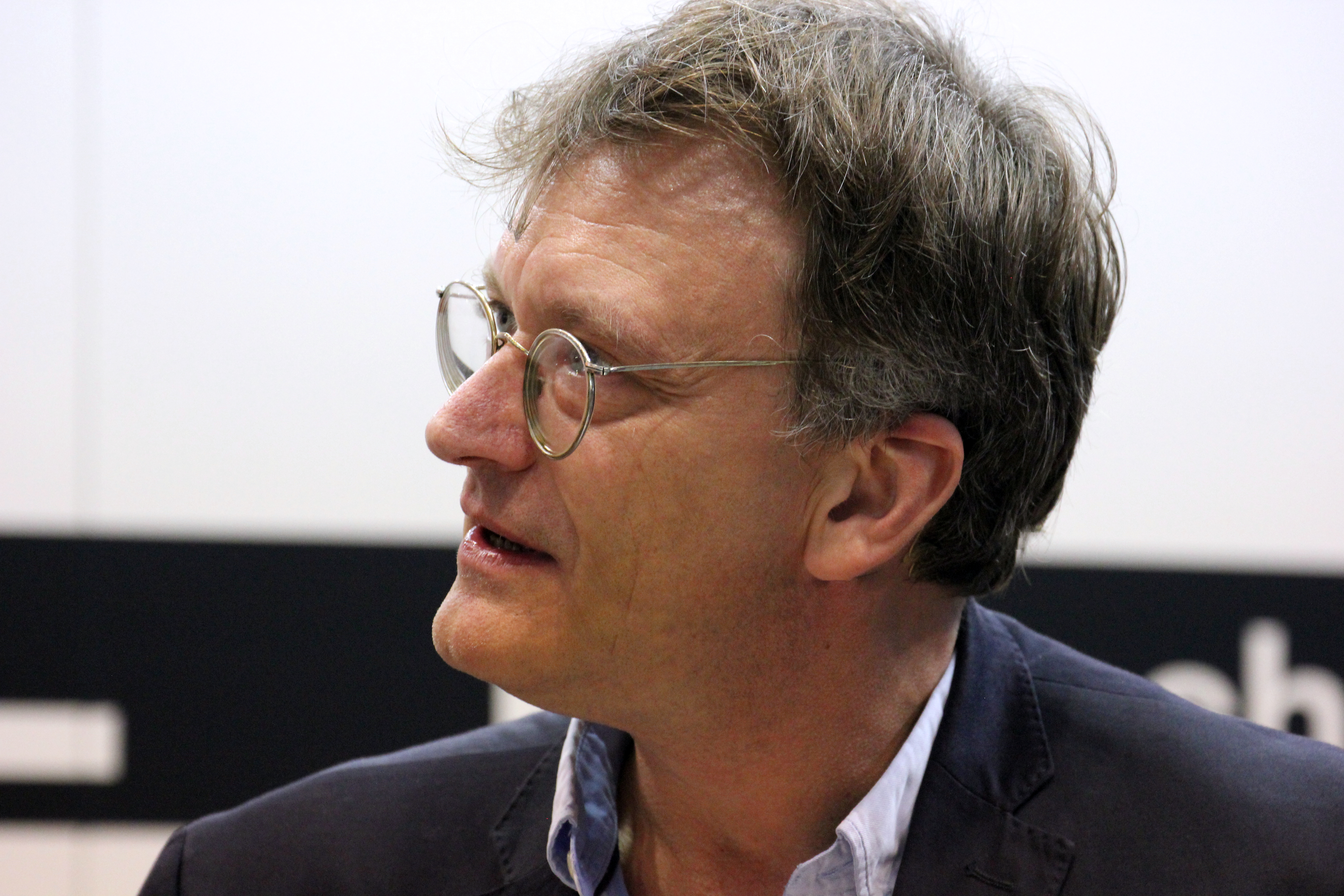
Hans von Trotha (2018)

Hans-Ulrich von Trotha (* 1965) ist ein deutscher Historiker, Schriftsteller und Journalist. Er gilt als Spezialist für die Landschaftsgärten des 18. Jahrhunderts.

## Leben

### Berufliche Laufbahn
Hans von Trotha hat in Heidelberg und Berlin Literatur, Geschichte und Philosophie studiert. Er promovierte an der Freien Universität über Literatur und Gärten im 18. Jahrhundert. Seine Dissertation thematisiert die gegenseitige Beeinflussung von Literatur, Philosophie und Gartenkunst. Während der Arbeit daran begann er als freier Journalist für Rundfunk und verschiedene Zeitungen zu schreiben. Später leitete er über zehn Jahre lang den Berliner Nicolai Verlag. Seither arbeitet er selbständig als Kurator, Publizist und Berater im Kulturbereich und ist u. a. als freier Journalist für Deutschlandfunk Kultur tätig. In den Jahren 2020–2021 war er Kurator des Moosbrand Musik- und Literaturfests der von Susanne Klatten gegründeten Stiftung Nantesbuch.

### Familie
Hans von Trotha entstammt dem alten sächsischen Adelsgeschlecht Trotha. Der deutsche Politiker und Reichstagsabgeordnete Thilo von Trotha (1882–1969) war sein Großvater. Der österreichische Diplomat und Politiker Ottokar Czernin (1872–1932) war sein Urgroßvater.

## Ausstellungen (als Kurator)
- Projekt Paradies. Gartenkunst vom Mittelalter bis zur Romantik, Stiftung Schloss Neuhardenberg, August bis November 2012.
- Helden erinnern. 200 Jahre Neuhardenberg, Stiftung Schloss Neuhardenberg, Juni bis August 2014 (zusammen mit Thomas Macho).
- „Hier ist’s jetzt unendlich schön.“ Dauerausstellung zur Geschichte der Gartenkunst im historischen Gasthof Eichenkranz in Wörlitz, Eröffnung 21. Juni 2014.
- Gärten der Welt, Museum Rietberg, Zürich, Eröffnung Mai 2016 (als Co-Kurator).

## Bücher
- Der Englische Garten. Eine Reise durch seine Geschichte. Wagenbach, Berlin 1999 (englische Ausgabe 2009), ISBN 3-8031-1180-3.
- Angenehme Empfindungen. Medien einer populären Wirkungsästhetik im 18. Jahrhundert vom Landschaftsgarten bis zum Schauerroman. Wilhelm Fink, München 1999, ISBN 3-7705-3395-X (zugleich Dissertation an der FU Berlin).
- Garten-Kunst. Auf der Suche nach dem verlorenen Paradies. Quadriga, Berlin 2012, ISBN 978-3-86995-045-7.
- Das Lexikon der überschätzten Dinge. Fischer Taschenbuch, Frankfurt am Main 2012, ISBN 978-3-596-19357-8.
- Czernin oder wie ich lernte, den Ersten Weltkrieg zu verstehen. Nicolai, Berlin 2013, ISBN 978-3-89479-795-9 (Roman).
- Im Garten der Romantik. Berenberg, Berlin 2016, ISBN 978-3-946334-01-9.
- Gärten der Welt. Orte der Sehnsucht und Inspiration, herausgegeben von Albert Lutz und Hans von Trotha (Co-Herausgeber und Autor mehrerer Aufsätze), Wienand 2016.
- A Sentimental Journey. Laurence Sterne in Shandy Hall, Wagenbach, Berlin 2018, ISBN 978-3-8031-1332-0.
- Pollaks Arm (Salto Band 260), Wagenbach, Berlin 2021, ISBN 978-3-8031-1359-7.
- Die große Illusion. Ein Schloss, eine Fassade und ein Traum von Preußen, Berenberg, Berlin 2021, ISBN 978-3-946334-92-7.
- Der französische Garten. Rund um Paris, Wagenbach, Berlin 2022, ISBN 978-3-8031-1373-3.